# Cossacos siberianos
Cossacos siberianos (em russo:  Сибирские казаки) foram cossacos que se instalaram na região da Sibéria no final do século XVI, seguindo a conquista russa da Sibéria de Iermak Timofeievitch. No primeiro momento, praticamente toda a população russa na Sibéria, especialmente os servos, eram chamados cossacos, mas apenas no sentido lato de não serem proprietários de terras nem camponeses. A maioria dessas pessoas veio do noroeste da Rússia e tinha pouca ligação com os cossacos do Don ou da Zaporójia.

## História

### Período czarista

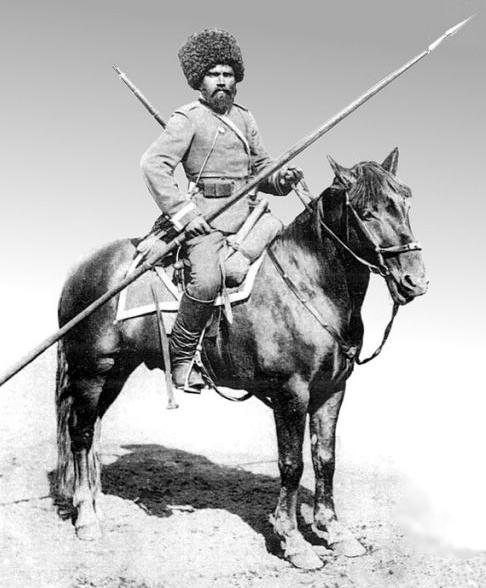
Cossaco Siberiano, c. 1890

Cossacos siberianos participaram de conflitos militares ao lado dos czares do Século XVIII até a revolução de 1917. Em 1801, o exército siberiano forneceu 6.000 cossacos para guarnecer os assentamentos e postos fronteiriços do território. Por 1808, o exército tinha sido organizada em dez regimentos de cossacos montados e de duas companhias de artilharia a cavalo.
Durante a Guerra Russo-Japonesa de 1905 os cossacos do exército siberiano forneceram uma proporção significativa dos 207 esquadrões de cavalaria russa envolvidos no combate. Sua habilidade de montaria foi, porém, criticada, e eles foram descritos como "infantaria a cavalo".

### Pós-revolução
O exército siberiano foi dissolvido em 1919, após a Revolução Russa, e esforços foram feitos pelo novo regime soviético para eliminar as distinções dos cossacos. Enquanto alguns regimentos de cossacos foram restabelecidos em 1937, estes não contaram com unidades siberianas.
Atualmente, um dos regimentos do Exército Russo em Borzya, do Distrito Militar Oriental, detém o título de "Cossaco".